# Anomalodiscus
Anomalodiscus је род слановодних морских шкољки из породице Veneridae, тзв, Венерине шкољке.

## Врсте
Према WoRMS
- Anomalodiscus squamosus (Linnaeus, 1758)